# Elegia
Elegia là một chi thực vật có hoa trong họ Restionaceae.

## Hình ảnh

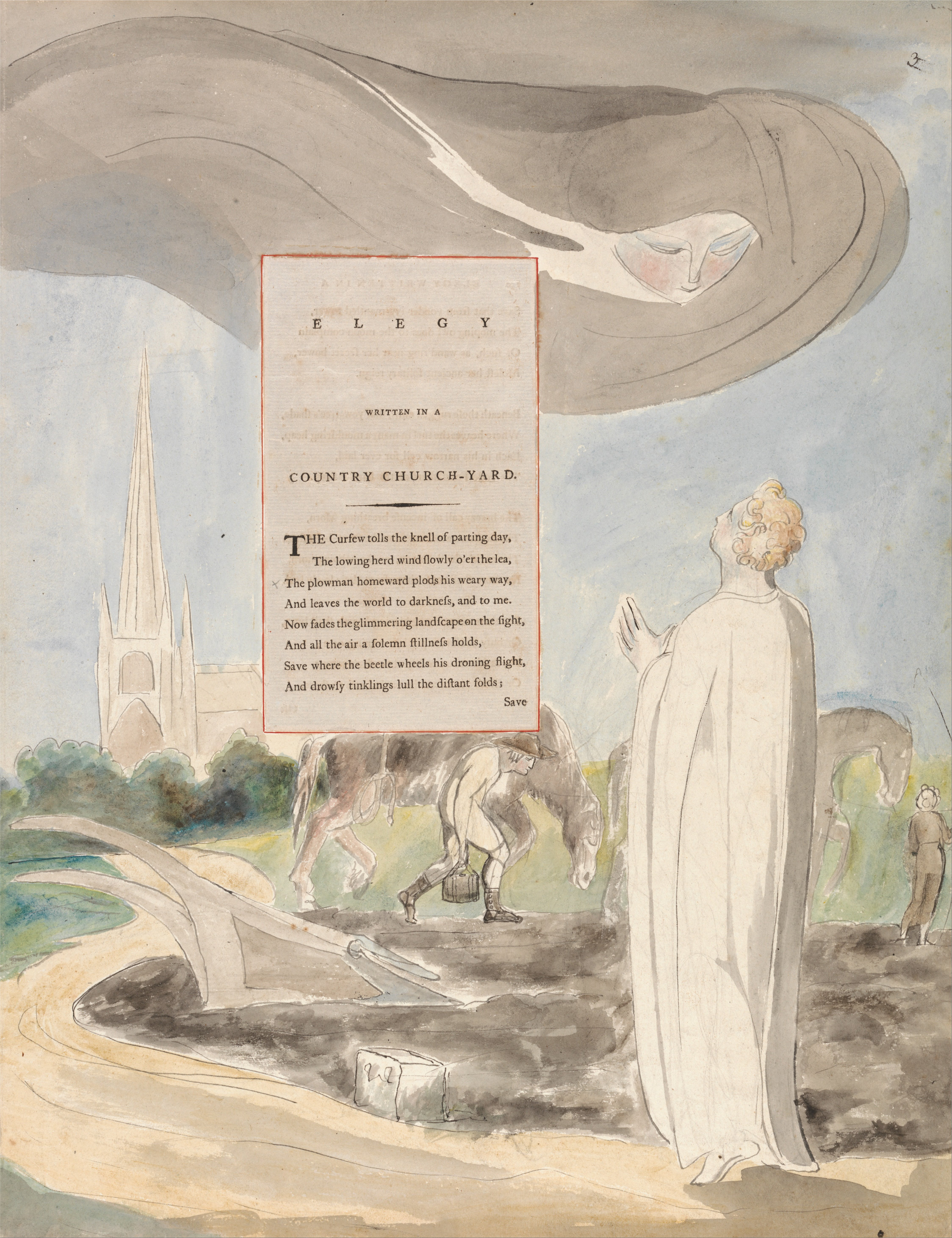
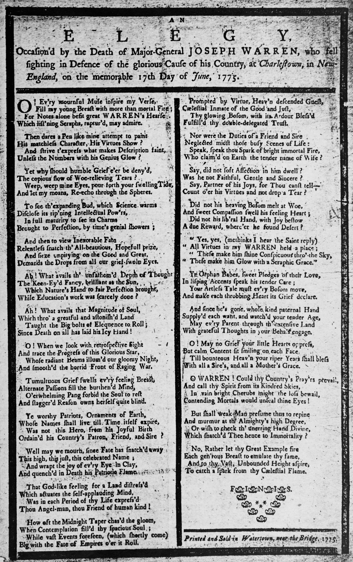
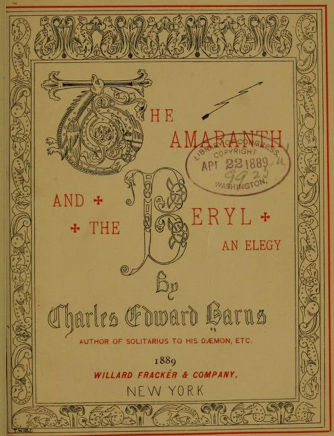